# Tsurube-bi

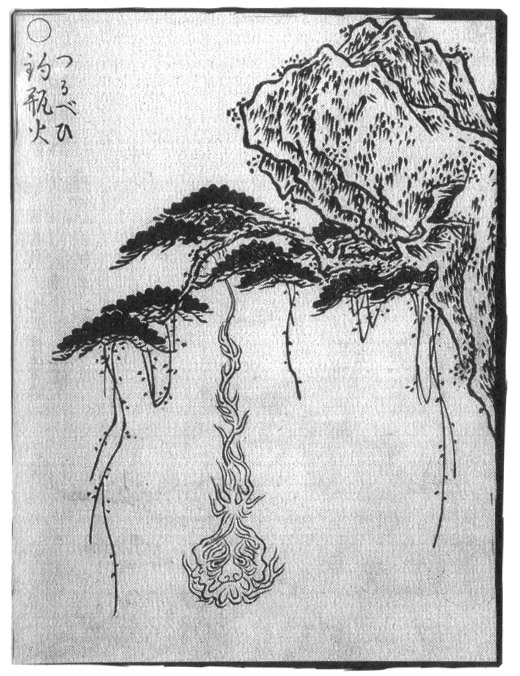
Der Tsurube-bi, wie er in Sekiens Gazu Hyakki Yagyō erscheint.

Ein Tsurube-bi (釣瓶火; wörtlich „Feuerkübel“), auch Tsurebi (釣火; „Feuerangel“) genannt, ist ein fiktives Wesen aus der japanischen Folklore und gehört zur Gruppe der Yūrei. Es ist Geisterfeuern wie dem Irrlicht und dem Hitodama sehr ähnlich und wird oft und gern mit ihnen verwechselt oder gleichgestellt. Tsurube-bi sind nicht identisch mit Onibi.

## Beschreibung
Der Tsurube-bi wird als Yūrei aus bläulichem Feuer beschrieben, das munter brennt, aber keine Objekte der Umgebung verbrennt. Einen Körper hat er nicht, nur einen tierähnlichen Kopf mit langer Mähne. Diese nutzt er, um sich irgendwo nahe Wegesrändern in luftiger Höhe aufzuhängen. Der Tsurube-bi soll sich bevorzugt in felsigen Regionen oder auf Friedhöfen aufhalten, wo er an den Ästen freistehender, alter Bäume baumelt und vor sich hinjammert. Unachtsame Wanderer, die unter ihm durchgehen, ohne ihn zu grüßen, können eine böse Überraschung erleben: Wie ein Jo-jo schwingt der Tsurube-bi auf und ab und schneidet eine Grimasse. Ansonsten soll er aber harmlos sein.

## Hintergrund
In Japan bezeichnet das Wort tsurube (釣瓶) eigentlich einen kleinen Schöpfeimer mit Tragebügel und langer Schnur, wie sie an alten Wasserbrunnen eingesetzt werden. Es kann aber auch einen abgetrennten Kopf meinen, was der gängigen Beschreibung des Tsurube-bi Rechnung trägt.
Der Tsurube-bi erscheint erstmals in dem Sammelwerk Gazu Hyakki Yagyō (画図百鬼夜行; Bilderbuch der Nachtparade der 100 Dämonen) von Toriyama Sekien aus dem Jahr 1776. Sekien wurde von einer Geistergeschichte inspiriert, die schon länger im Umlauf war: Die Geschichte trägt den Titel Nishioka no Tsurube-otoshi (西岡の釣瓶おろし; Der Tsurube-otoshi von Nishioka) und steht im Sammelwerk Kokon hyaku monogatari hyōban (古今百物語評判; Hundert Geschichten aus alten und modernen Zeiten) von Yamaoka Genrin. Das Werk wurde etwa im Mai 1671 vollendet, aber erst im August 1685, lange nach Genrins Tod, veröffentlicht. Die Geschichte handelt von einem Yōkai (alternativ Yūrei) namens Tsurube-otoshi, der sich in alten Nusseiben und Fichten versteckt und sich nachts auf ahnungslose Spaziergänger und Reisende fallen lässt, um sie mit lautem, wirrem Gebrabbel zu erschrecken. Eine abweichende Version der Geschichte behauptet, der Kopf stürze sich auf seine Opfer, um sie zu verschlingen. Geschichten um feurige Tsurube-otochi und Tsurube-bi sind heute besonders in den Präfekturen Kyoto, Shiga, Gifu, Aichi und Wakayama verbreitet und beliebt.